# مجلس انگلستان
مجلس انگلستان (به انگلیسی: Parliament of England) قوه مقننه پادشاهی انگلستان از سدهٔ سیزدهم تا هنگام جایگزینی‌اش با مجلس بریتانیای کبیر در سال ۱۷۰۷ بود.